# 阿塔米斯基鎮
阿塔米斯基鎮（西班牙語：Villa Atamisqui），是阿根廷的城鎮，位於該國北部聖地亞哥-德爾埃斯特羅省，是阿塔米斯基縣的首府，距離聖地亞哥-德爾埃斯特羅121公里，始建於1543米，2001年人口3,605。